# Koa-Akazie
Die Koa-Akazie (Acacia koa) ist eine Pflanzenart innerhalb der Familie der Hülsenfrüchtler (Fabaceae). Sie kommt nur auf den Inseln Hawaiis vor und ist auf einigen von ihnen die zweithäufigste Art.

## Beschreibung

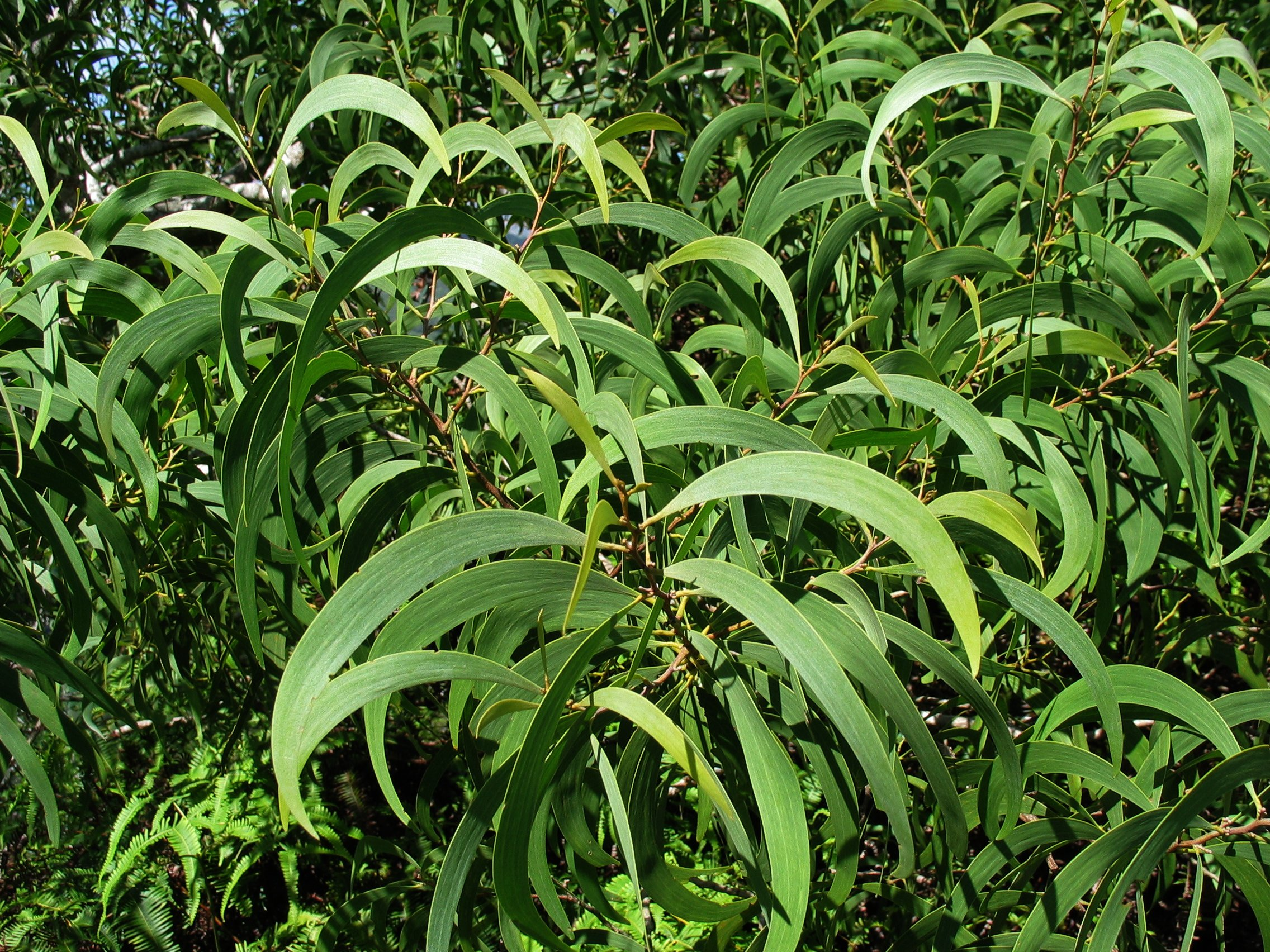
Zweig mit Phyllodien

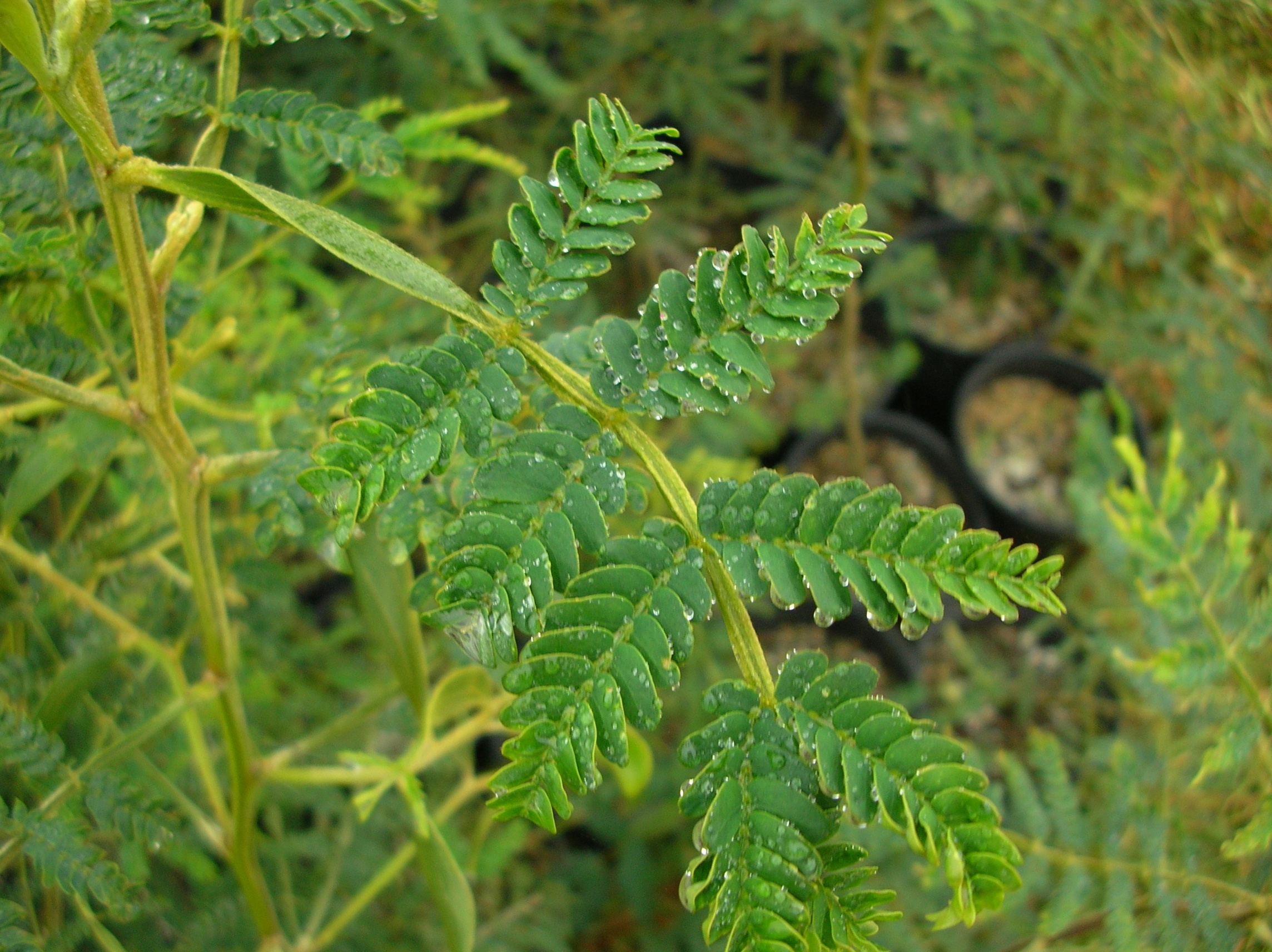
Phyllodium mit gefiederten Blattabschnitten an einem jungen Exemplar

### Vegetative Merkmale
Die Koa-Akazie wächst als schnellwüchsiger und immergrüner Baum, der Wuchshöhen von bis zu 25–35 Meter oder mehr erreichen kann. Der Stammdurchmesser kann bis 200 Zentimeter oder einiges mehr (3,6 Meter) betragen. Die raue, schuppige und rissige Borke ist gräulich-braun.
Die meist stark sichelartig gebogenen, ledrigen Phyllodien sind bei einer Länge von 7,5 bis 26 Zentimetern und einer Breite von 0,5 bis 2,5 Zentimetern annähernd elliptisch. Junge Pflanzen haben an der Spitze der kleineren Phyllodien doppelt-gefiederte und unterschiedlich große Blätter.

### Generative Merkmale
Die achsel- oder endständig, rispig angeordneten, kugeligen Blütenstände sind etwa 0,8–1 Zentimeter groß und bestehen aus vielen (bis 50) Blüten. Die Blütenstandsschäfte sind rund 1 Zentimeter lang.
Die Koa-Akazie ist dichogam und protandrisch (vormännlich). Die cremefarbenen und zwittrigen, sitzenden Blüten sind bei einem Durchmesser von 2 Millimetern radiärsymmetrisch mit doppelter Blütenhülle. Der kleine Kelch ist becherförmig. Die 5 Kronblätter sind länglich. Die gebüschelten, vorstehenden Staubblätter sind mehr als doppelt so lang wie die Kronblätter. Das einzelne, oberständige Fruchtblatt ist behaart, der Griffel ist lang und vorstehend.
Die flachen, bräunlichen und ledrig-holzigen, selten öffnenden sowie kahlen Hülsenfrüchte sind bei einer Länge von 8 bis 20 Zentimetern sowie einer Breite von 0,8 bis 2,5 Zentimetern relativ gerade bis leicht gebogen und sind zwischen den Samen eingeschnürt. Die flachen, schwärzlichen 6 bis 12 Samen sind bei einer Länge von 0,6 bis 1,2 Zentimetern und einer Dicke von 0,4 bis 0,7 Zentimetern elliptisch und auf einer Seite abgeflacht.

### Chromosomenzahl
Die Chromosomenzahl beträgt 2n = 26 und 52.

## Vorkommen
Das natürliche Verbreitungsgebiet der Koa-Akazie liegt auf Hawaii. Es umfasst dort die Inseln Hawaii, Kauaʻi, Lānaʻi, Maui, Molokaʻi und Oʻahu.

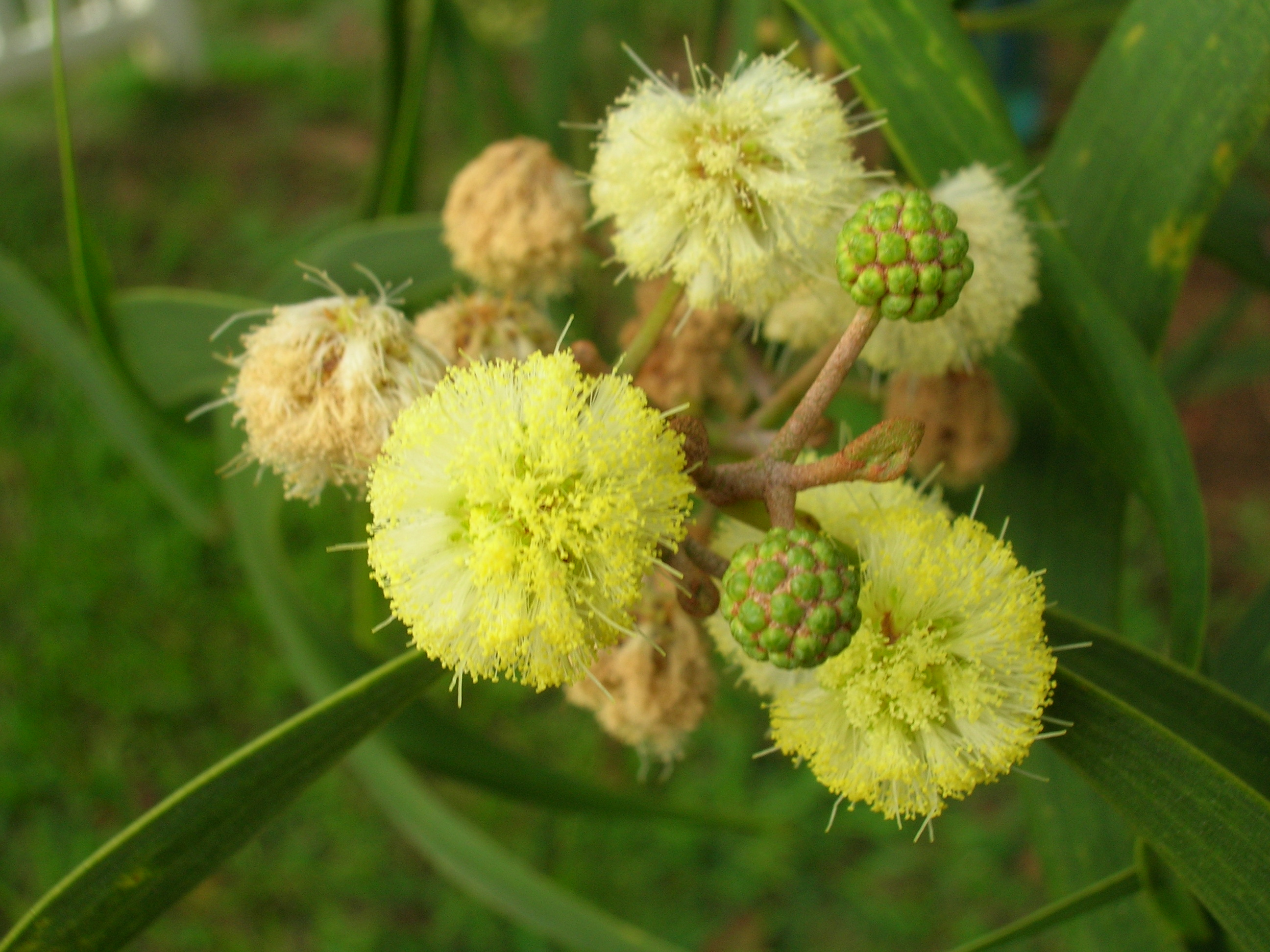
Blütenstände

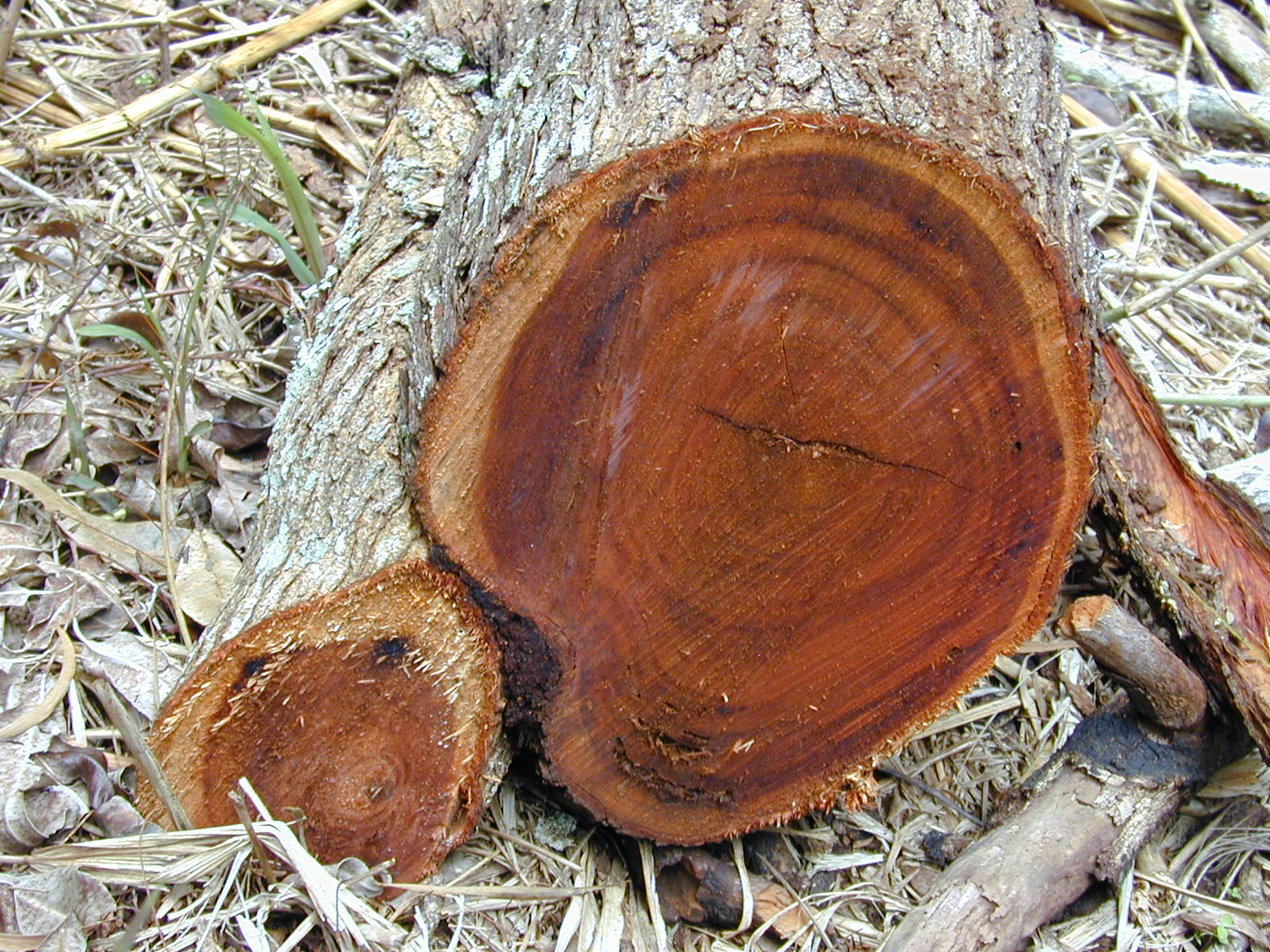
Stammquerschnitt, gut zu erkennen ist die rötliche Farbe des Holzes

## Nutzung
Das rötlichbraune und dichte Holz wurde bereits von den Ureinwohnern Hawaiis zur Herstellung von Speeren, Fischködern und Angelhaken für Haie, Rudern sowie Musikinstrumenten wie etwa Mundbögen verwendet. Aus diesem Holz hergestellte Ukulelen gelten als besonders wertvoll. Weiters fand es im Häuserbau Verwendung, wo es auch heute noch zum Einsatz kommt. Die Blüten und Blätter wurden zur Fertigung von Leis hergenommen.

## Systematik
Die Erstbeschreibung von Acacia koa erfolgte 1854 durch den US-amerikanischen Botaniker Asa Gray in C. Wilkes: United States Exploring Expedition, Band 1, S. 480–481. Ein Synonym für Acacia koa A.Gray ist Racosperma koa (A.Gray) Pedley, weitere sind Acacia kauaiensis Hillebr., Acacia hawaiiensis (Rock.) O.Deg. & I.Deg., Acacia coa Walp., Acacia heterophylla Hook. & Arn., sowie Acacia koa var. waianaeensis H.St.John,  Acacia koa var. lanaiensis Rock, A. koa var. latifolia (Benth.) H.St.John u. a.